# 美因塔尔
美因塔尔（德語：Maintal，發音：[ˈmaɪntaːl] ⓘ，意为“美因河谷”）是德国黑森州达姆施塔特行政区美因-金齐希县的城市，是该县第二大城市，面积32.41平方千米，2023年12月31日人口为39,698人。